# Václav Petera
Václav Petera (1892–1964) byl český životopisec, autor rozsáhlého rukopisného díla nazvaného Géniové církve a vlasti, nevydaného tiskem, ale často citovaného zejména v biografiích českých církevních osob.

## Život

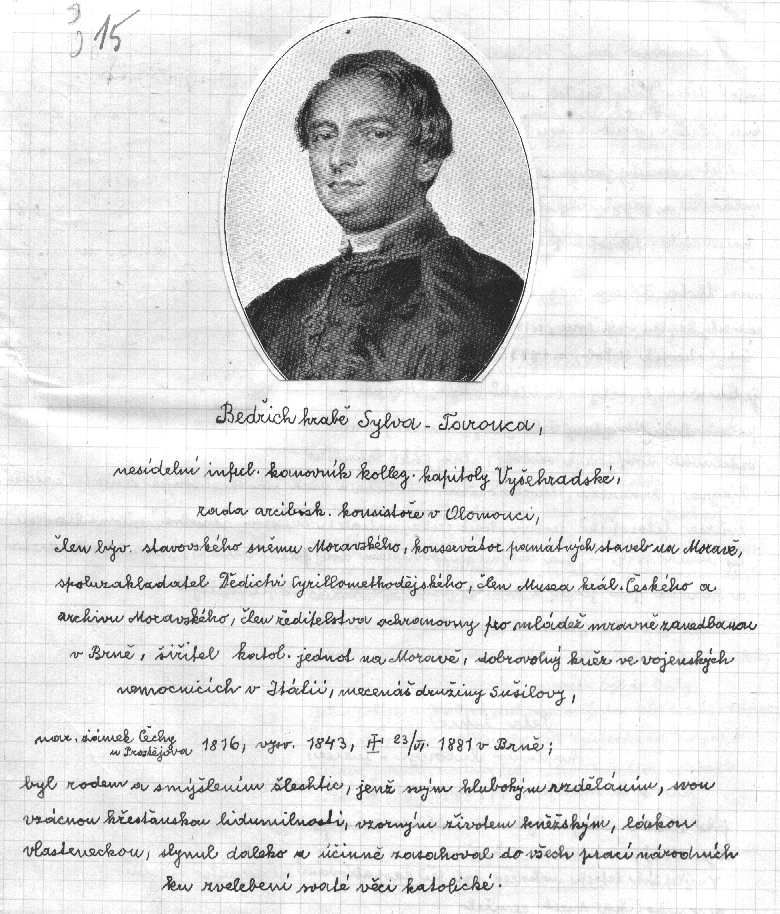
Ukázka z rukopisu

Václav Petera neměl možnost studovat; vyučil se malířem pokojů, ale po vyučení se stal zřízencem Městské spořitelny v Novém Bydžově. Později se přestěhoval do Prahy a pracoval jako zřízenec ve Strakově akademii. Po sňatku se stal kostelníkem v katedrále sv. Víta na Pražském hradě a později byl zřízencem v kanceláři kláštera křižovníků s červenou hvězdou v Praze u Karlova mostu.
Za svůj životní cíl si vytkl zachytit v krátkých článcích životopisné údaje a charakteristiky významných mužů katolické církve. Na svém díle pracoval celých čtyřicet let; shromáždil nejen množství biografických informací, ale i fotografie či portréty jednotlivých osob, ukázky básní, epitafů a nekrologů, zprávy z dobového tisku, informace o farnostech a církevních řádech i o místech, kde kněží působili, a také poznatky o organizaci tamní církevní správy.
Své znalosti získával studiem v knihovnách a pravidelně sledoval dostupná periodika, jako L'Osservatore Romano, kalendáře ze Spojených států amerických, z Lužice, ze Slovinska a další.

## Dílo
Dílo Václava Petery tvoří osmnáct rukopisných svazků; doplňuje ho devatenáctý svazek, jmenný rejstřík vytvořený v roce 1964 knihovníkem ThDr. Františkem Vernerem OCr. (1915–2004, pozdější kanovník Královské kolegiátní kapituly sv. Petra a Pavla na Vyšehradě). Ten také nechal celou práci svázat a zachránil ji před zničením. Jako místo uložení je v pracích, které rukopis citují, zpravidla uváděna Centrální katolická knihovna při Katolické teologické fakultě Univerzity Karlovy v Praze.
Dílo obsahuje zpravidla jednostránkové medailony 6891 duchovních otců – katolických kněží z celého světa, od Cyrila a Metoděje až po rok 1956. Především se jedná o osobnosti ze střední Evropy, ale i z Polska, Slovinska a Chorvatska.
V prvních sedmnácti svazcích byly údaje řazeny podle data úmrtí jednotlivých osob, poslední osmnáctý svazek autor řadil podle jednotlivých církevních diecézí. Jako konzultanti při tvorbě díla jsou zmiňováni např. biskup Antonín Podlaha, profesor církevních dějin Josef Vraštil, jugoslávský profesor Viso nebo strahovský knihovník Vít Hálek Opraem.
Peterovi „Géniové“ jsou dílem považovaným za jedinečný informační pramen pro studium církevní historie, teologie a humanitních věd; zejména fotografie v něm obsažené nejsou zpravidla jinde dostupné.